# Phobetinus
Phobetinus là một chi nhện trong họ Mimetidae.